# آلفونس ماسامبا-دبا
آلفونس ماسامبا-دبا (انگلیسی: Alphonse Massamba-Débat؛ ۱۱ فوریه ۱۹۲۱ – ۲۵ مارس ۱۹۷۷) یک سیاست‌مدار اهل جمهوری کنگو بود.